# Zhou Qiurui
Zhou Qiurui (kinesiska: 周 萍), född den 10 augusti 1967, är en kinesisk gymnast.
Hon tog OS-brons i lagmångkampen i samband med de olympiska gymnastiktävlingarna 1984 i Los Angeles.